# نه قربانیان، نه جلادان

نه قربانیان، نه جلادان. چاپ اول انگلیسی (۱۹۶۰)

نه قربانیان، نه جلادان (به فرانسوی: Ni Victimes, ni bourreaux) عنوان مجموعه ای از مقالات از آلبر کامو است که در نوامبر ۱۹۴۶ به صورت متوالی در روزنامهٔ کمبا (نشریهٔ مقاومت فرانسه) نوشته شد. کامو در طی این مقالات در مورد خشونت و قتل بحث می‌کند و به تأثیراتی که خشونت و آدمکشی بر مرتکبین، قربانیان و مشاهده کنندگان این اعمال می‌گذارد، می‌پردازد. مجموعهٔ «نه قربانیان، نه جلادان» هشت قسمت دارد:
- قرن وحشت
- نجات جان
- تناقضات سوسیالیسم
- انقلاب خیانت شده
- دموکراسی و دیکتاتوری بین‌المللی
- جهان سریع‌التغییر
- قرارداد اجتماعی نوین
- به سوی دیالوگ[۲]

این مجموعه مقالات را دوایت مک دونالد به زبان انگلیسی ترجمه نمود و در ۱۹۴۷ در نشریهٔ پولتکیز منتشر ساخت. در ۱۹۶۰ (هم‌زمان با درگذشت کامو) در کتابی مستقل با مقدمه ای از والدو فرانک به چاپ رسید.

## ترجمۀ فارسی
این اثر برای نخستین بار توسط هوشمند دهقان به فارسی ترجمه شد و نشر رازگو آن را در سال ۱۳۹۸ منتشر ساخت.